# Castri di Lecce
Castri di Lecce – miejscowość i gmina we Włoszech, w regionie Apulia, w prowincji Lecce.
Według danych na rok 2004 gminę zamieszkiwało 3112 osób, 259,3 os./km².